# Mandas
Mandas (sardinski: Màndas) je grad i općina (comune) u pokrajini Južnoj Sardiniji u regiji Sardiniji, Italija. Nalazi se na nadmorskoj visini od 457 metara i ima 2 192 stanovnika.
 Prostire se na 45,02 km². Gustoća naseljenosti je 49 st/km².
Susjedne općine su: Escolca, Gergei, Gesico, Nurri, Serri, Siurgus Donigala i Suelli.